# Nahau Rooney
Pour les articles homonymes, voir Rooney.
Nahau Rooney (vers 1945 — 15 septembre 2020) est une femme politique papouasienne.

## Biographie
Elle était l'une des trois femmes élues au parlement national de Papouasie-Nouvelle-Guinée lors de la première élection générale du pays après l'indépendance, en 1977. Elle est réélue en 1982, devenant la seule femme députée à l'époque, mais n'a jamais été renvoyée au Parlement par la suite. Elle a représenté la circonscription régionale de Manus. Elle est active dans les années 1990, se présentant sans succès au parlement aux élections générales de 1997.
Après son élection au parlement en 1977, Nahau Rooney est nommée ministre de la Justice dans le cabinet du Premier ministre Michael Somare. En 1979, elle est condamnée pour outrage à la justice, ayant protesté contre une décision de justice concernant John Kaputin (en), puis à propos de l'expulsion d'un universitaire guyanien et graciée par Michael Somare. Elle est ensuite ministre de l'Aviation civile.
Nahau Rooney était mariée à Wes Rooney, un Australien qui a ensuite été assassiné à Manus. Leur fille, Michelle Nayahamui Rooney, est chercheure à l'université nationale australienne.
Dans les années 2000, Rooney prend sa retraite de la politique, et dirige une auberge sur l'île de Manus. Cependant, elle est présidente du National Council of Women et, en 2004, se présente sans succès au poste de gouverneure générale.
Nahau Rooney meurt le 15 septembre 2020 à l'âge de 75 ans.

## Distinctions
- 2006 : compagnon de l'ordre de l'Étoile de Mélanésie[9].